# Funzione di massa iniziale

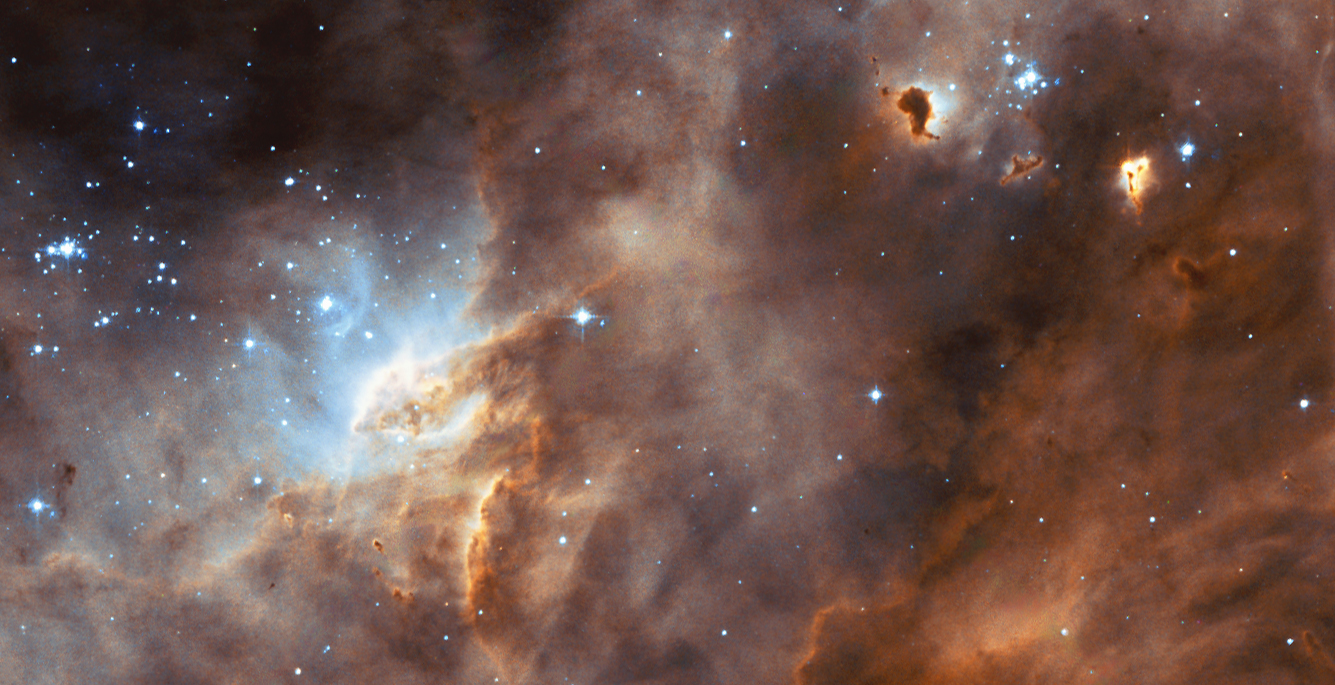
Regione di formazione stellare N11B.

La funzione di massa iniziale (initial mass function o IMF, in lingua inglese) è una funzione empirica che descrive la distribuzione delle masse di una popolazione di stelle di recente generazione in base alla loro teorica massa iniziale al momento della formazione; essa restituisce il numero di stelle di massa {\displaystyle M} per parsec cubo. È possibile ricavarla utilizzando la funzione di luminosità attuale e la relazione tra la massa delle stelle e la loro luminosità.

## Forma dell'IMF
Nel 1955 l'astronomo statunitense Edwin Salpeter determinò la forma funzionale dell'IMF per stelle di massa maggiore del sole, come segue:
{\displaystyle \xi (M)\propto M^{-2.35}}
dove {\displaystyle \xi (M)} è il numero di stelle di massa {\displaystyle M}.

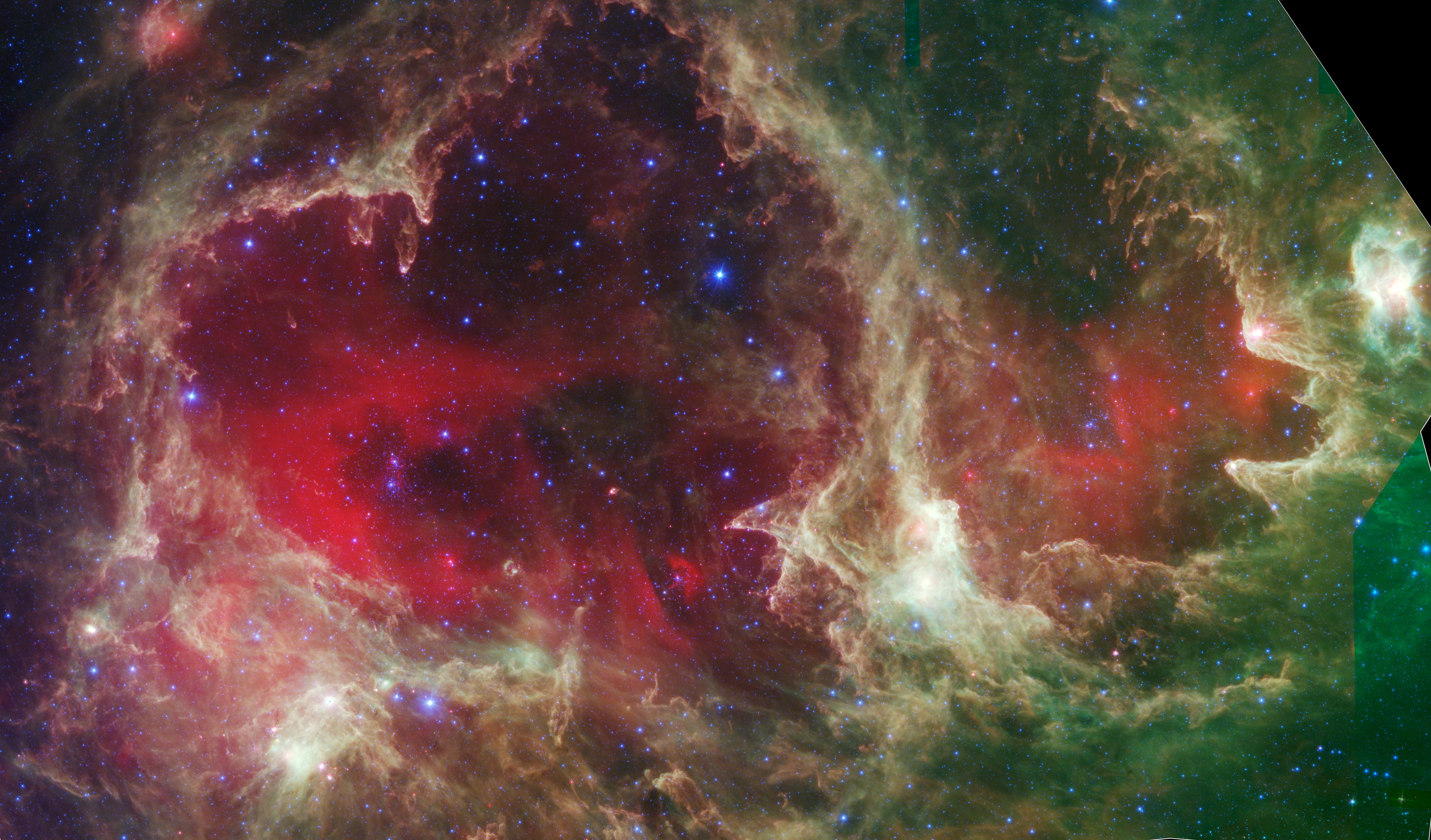
Il telescopio spaziale Spitzer mostra all'infrarosso numerosi gruppi di formazione stellare

Questa formulazione è chiamata Funzione di Salpeter e mostra che il numero di stelle in un dato intervallo di masse decresce rapidamente al crescere della massa.
Sono state ricavate altre forme dell'IMF, come quella di Scalo o quella di Chabrier.
Benché oggi l'IMF sia nota con più precisione rispetto alle stime di Salpeter, non è tuttora chiaro se vi siano significative deviazioni dall'andamento descritto, nei regimi di masse più piccole. Un altro campo di interesse è l'universalità dell'IMF, ovvero la sua indipendenza dalle condizioni iniziali, come ad esempio campi magnetici, rotazione e metallicità della nube protostellare. 
Dati di osservazione riguardanti la formazione stellare confermano che le diverse teorie dei vari tipi di IMF vengono accomunate dal fatto che le stelle abbiano origine da gruppi densi, o frammenti di protostelle più massicci delle stesse stelle che infine nasceranno; e questo fatto suggerisce l'idea che l'origine delle masse stellari siano dipendenti dalle distribuzioni di massa degli stessi gruppi densi e dalla loro efficienza nel formare una stella o gruppi di stelle.
Ultimamente indagini spettroscopiche di nubi molecolari hanno portato all'identificazione dei gruppi nelle nubi stesse, così da dare la possibilità di stabilire la loro distribuzione di massa su un vasto intervallo di densità e di spazio. Lo studio di ogni nube ha portato alla conclusione che la distribuzione di massa è molto simile ovunque, perciò questa teoria può essere presa come valenza universale. 
Osservazioni effettuate nel 2018 con il radiotelescopio ALMA in una regione a 18.000 anni luce dalla terra hanno però evidenziato che la distribuzione trovata sembra essere discordante con tale legge.
All'interno di ogni ammasso i processi evolutivi e dinamici alterano la distribuzione delle masse; il numero di stelle, in ogni intervallo di massa, diminuisce rapidamente con l'aumento della massa stessa.